# Torremolinos 73
Pour plus de détails, voir Fiche technique et Distribution.
Torremolinos 73 est un film hispano-danois réalisé par Pablo Berger, sorti en 2003.

## Synopsis
Dans l'Espagne franquiste, au début des années 1970, Alfredo Lopez est vendeur d'encyclopédies en porte à porte. L'entreprise pour laquelle il travaille connait des difficultés financières et il propose à son employeur de réaliser en super 8 des films soi-disant scientifiques sur la reproduction humaine pour le public scandinave.

## Fiche technique
- Titre : Torremolinos 73
- Réalisation et scénario : Pablo Berger
- Costumes : Estíbaliz Markiegi
- Photographie : Kiko de la Rica
- Montage : Rosario Sáinz de Rozas
- Musique : Nacho Mastretta
- Pays d'origine : Espagne - Danemark
- Format : Couleurs - 35 mm - 1,85:1
- Genre : comédie dramatique et historique
- Durée : 91 minutes
- Dates de sortie :
  - Espagne : 30 avril 2003
  - France : 15 juin 2005

## Distribution
- Javier Cámara : Alfredo
- Candela Peña : Carmen
- Juan Diego : Don Carlos
- Fernando Tejero : Juan Luis
- Mads Mikkelsen : Magnus
- Malena Alterio : Vanessa
- Ramón Barea : José Carlos Romerales
- Nuria González : madame Romerales
- Thomas Bo Larsen : Dennis
- Tina Sáinz : Doña Isabel
- Germán Montaner : monsieur Anasagasti
- Mariví Bilbao : madame Anasagasti
- Ana Wagener : vendeuse
- Jaime Blanch : gynécologue

## Distinctions

### Récompenses
- Festival du cinéma espagnol de Malaga 2003 : Biznaga d'or du meilleur film, meilleur réalisateur, meilleur acteur et meilleure actrice
- Festival du film espagnol Cinespaña de Toulouse 2003 : Violette d'or du meilleur film, meilleur acteur, meilleure actrice, meilleur scénario et meilleure photographie

### Nominations
- Prix Goya 2004 : meilleur nouveau réalisateur, meilleur scénario original, meilleur acteur et meilleur acteur dans un second rôle